# Lobo Chan
Lobo Chan (15 de octubre de 1960) es un cantante de ópera y actor británico de origen chino, conocido por su papel en la adaptación de King Kong 2005 de Peter Jackson.

## Filmografía
- King Kong (2005) - Choy
- Los rotos (2008) - Harry Lee
- Johnny English Reborn (2011) - Xiang Ping
- Presión de cabina (Radio; 2013) - ATC chino
- Peaky Blinders (2013) - Sr. Zhang
- La boda de mi mejor amigo (2016) - Mr Meng
- Killing Eve (TV; 2018) - Jin Yeong